# تیومرسال
تیومرسال (به انگلیسی: Thiomersal) با فرمول شیمیایی کربن۹هیدروژن۹جیوه سدیم اکسیژن۲گوگرد یک ترکیب شیمیایی است. که جرم مولی آن 404.81 g/mol می‌باشد. شکل ظاهری این ترکیب، سفید یا پودر زرد کمرنگ است.